# Rödryggig amazon
Rödryggig amazon (Amazona festiva) är en fågel i familjen västpapegojor inom ordningen papegojfåglar.

## Utseende och läte
Rödryggig amazon är en medelstor och knubbig papegoja. Fjäderdräkten verkar helgrön med kontrasterande rött på pannan. Den har även rött på övergumpen som gett arten dess namn, men detta är svårt att se på sittande fågel. Arten är mindre än blåkindad amazon med mörkare ansiktsmönster och svart näbb. Den saknar också kontrasterande orangefärgad fläckar på vingarna och lätet är strävare och mer nasalt.

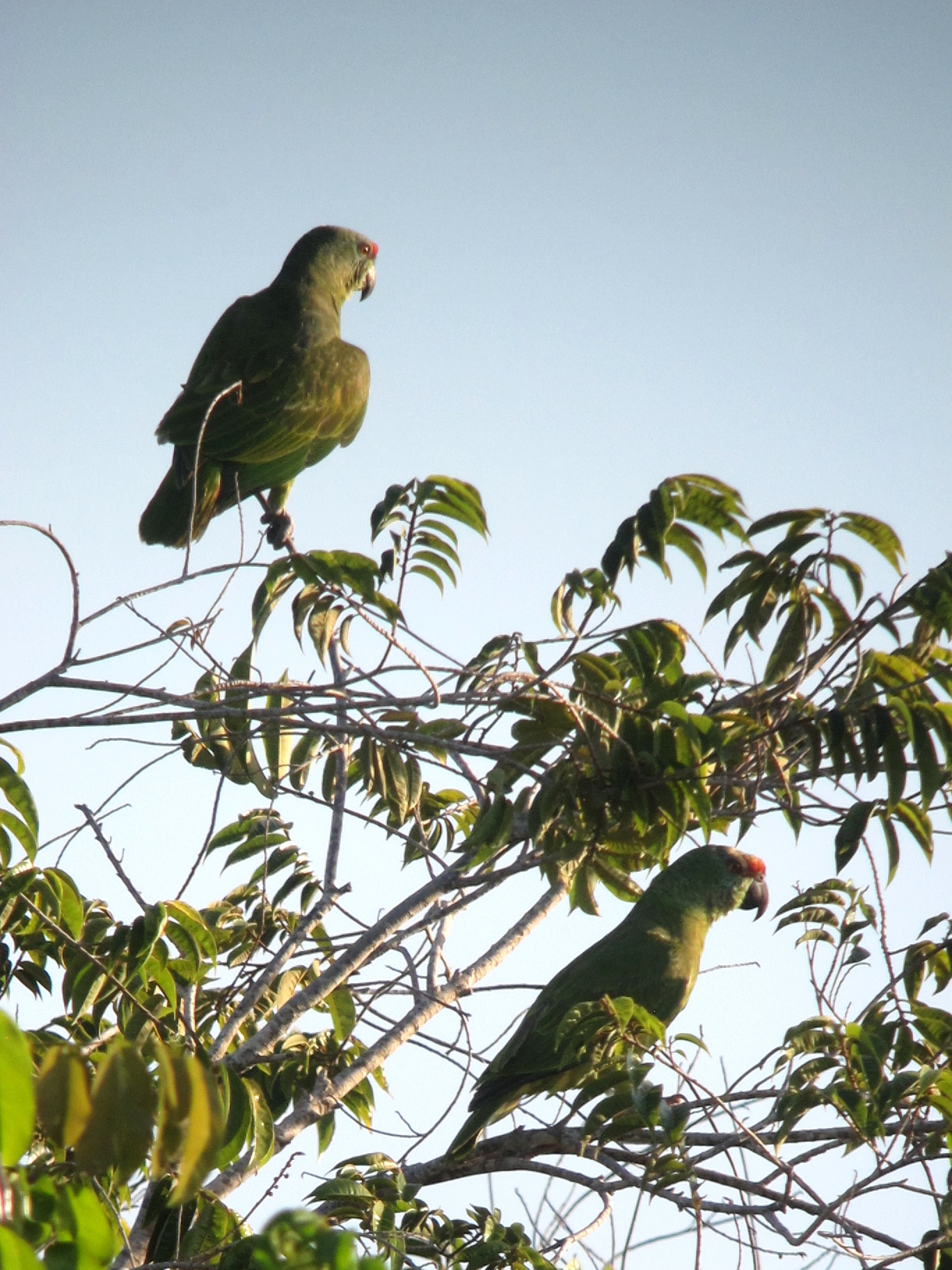

## Utbredning och systematik
Rödryggig amazon delas in i två underarter med följande utbredning:
- A. f. bodini – förekommer från östra Colombia österut genom Venezuela till Guyana.
- A. f. festiva – förekommer från sydöstra Colombia till östra Ecuador, östra Peru och västra Amazonområdet i Brasilien

Sedan 2014 urskiljer Birdlife International och naturvårdsunionen IUCN bodini som den egna arten "nordlig rödryggig amazon". 

## Levnadssätt
Rödryggig amazon hittas i säsongsmässigt översvämmade skogar utmed stora floder eller i kustnära områden. Den ses vanligen i par eller större grupper. Födan består av frukt och blommor och fågeln kan flyga långa sträckor mellan födoställena.

## Status
IUCN hotkategoriserar underarterna (eller arterna) var för sig, båda som livskraftiga.

## Namn
Släktesnamnet Amazona, och därmed det svenska gruppnamnet, kommer av att Georges-Louis Leclerc de Buffon kallade olika sorters papegojor från tropiska Amerika Amazone, helt enkelt för att de kom från området kring Amazonfloden. Ursprunget till flodens namn i sin tur är omtvistat. Den mest etablerade förklaringen kommer från när kvinnliga krigare attackerade en expedition på 1500-talet i området ledd av Francisco de Orellana. Han associerade då till amasoner, i grekisk mytologi en stam av iranska kvinnokrigare i Sarmatien i Skytien. Andra menar dock att namnet kommer från ett lokalt ord, amassona, som betyder "förstörare av båtar".